# John Pappenheimer
John Richard Pappenheimer (* 25. Oktober 1915 in New York; † 9. Dezember 2007 in Cambridge, Massachusetts) war ein amerikanischer Physiologe. Er wirkte von 1949 bis 1987 als Professor für Physiologie an der Harvard University und in den Jahren 1964/1965 als Präsident der American Physiological Society. Für seine Forschungsleistungen wurde er unter anderem 1965 zum Mitglied der National Academy of Sciences gewählt.

## Leben
John Pappenheimer wurde 1915 in New York geboren und erlangte 1936 einen B.S.-Abschluss in Biologie an der Harvard University. Anschließend ging er nach England, wo er 1940 am Clare College der University of Cambridge unter Betreuung von Frank Winton (1894–1985) in Physiologie die Promotion erlangte. Nach seiner Rückkehr in die USA war er von 1940 bis 1942 als wissenschaftlicher Mitarbeiter und Dozent in Physiologie an der Columbia University tätig. Von 1942 bis 1945 arbeitete er für die Johnson Foundation for Medical Physics an der University of Pennsylvania an Atmungs- und Nachtsichttechnik für den Einsatz in militärischen Flugzeugen.
Ab 1946 wirkte er an der medizinischen Fakultät der Harvard University, darunter ab 1949 als Assistenzprofessor, ab 1953 als ordentlicher Professor und von 1969 bis 1987 als George-Higginson-Professor für Physiologie. In den Jahren 1964/1965 fungierte er als Präsident der Amerikanischen Physiologischen Gesellschaft. Darüber hinaus war er 1971/1972 Visiting Fellow am Churchill College der University of Cambridge und 1975/1976 George-Eastman-Gastprofessor an der University of Oxford.
Nach seiner Emeritierung war er an der Concord Field Station der Universität weiterhin wissenschaftlich tätig, seine letzte wissenschaftliche Publikation veröffentlichte er 2003 im Alter von 88 Jahren. Er starb 2007 in Cambridge, Massachusetts.

## Privat- und Familienleben
John Pappenheimer, der Cello spielte, war von 1949 bis zu seinem Tod mit einer Violinistin verheiratet sowie Vater von zwei Söhnen und einer Tochter. Zu seinen Hobbys zählten neben der Musik das Radfahren, das Wandern, das Bergklettern, die Gartenarbeit sowie Skifahren und Tennis. Sein Sohn Will Pappenheimer (* 1954) wirkt als Künstler im Bereich Multimedia und als Professor für digitale Medien an der Pace University. Sein Vater Alwin M. Pappenheimer senior (1878–1955) fungierte als Pathologe an der Columbia University. Auch sein Bruder Alwin M. Pappenheimer junior, als Professor für Biologie und Präsident der American Association of Immunologists, und seine Schwester Anne Pappenheimer Forbes (1911–1992), als Professorin für Medizin, waren an der Harvard University tätig.

## Wissenschaftliches Wirken
John Pappenheimer widmete sich im Rahmen seiner Forschung unter anderem der Untersuchung der Permeabilität, der Druckverhältnisse und der Flüssigkeitsbewegungen in Kapillaren, der Gaszusammensetzung in den Lungenbläschen und im respiratorischen Totraum sowie der Autoregulation des Blutflusses und der glomerulären Filtration in den Nierenkörperchen. Weitere Beiträge leistete er im Bereich der chemischen Regulation der Atmung, des zerebrospinalen Ionen- und Flüssigkeitsaustauschs sowie der Schlafsteuerung. Nach seiner Emeritierung untersuchte er die Aufnahme von Zuckern und Aminosäuren im Darm.

## Auszeichnungen
John Pappenheimer wurde 1954 in die American Academy of Arts and Sciences und 1965, wie acht Jahre später auch sein Bruder, in die National Academy of Sciences aufgenommen. Von der American Heart Association wurde er 1953 zum lebenslangen Career Investigator ernannt. Die Amerikanische Physiologische Gesellschaft verlieh ihm 1971 den  Carl-J.-Wiggers-Award für seine Forschung im Bereich der kardiovaskulären Physiologie und 1979 den Ray-G.-Daggs-Award für seine Verdienste um das Fachgebiet Physiologie. Die Britische Physiologische Gesellschaft wählte ihn 1981 zum Ehrenmitglied.

## Werke (Auswahl)
- Handbook of Physiology. Verschiedene Bände (als Mitglied des Herausgeberkomitees von 1961 bis 1966 und von 1972 bis 1978)
- Membrane Transport: People and Ideas. Bethesda MD 1989 (als Mitautor)

## Weiterführende Veröffentlichungen
- John Pappenheimer: A Silver Spoon. In: Annual Review of Physiology. 49/1987. Annual Reviews, S. 1–15, ISSN 0066-4278 (autobiografische Erinnerungen)